# Limnodynastes ornatus
Limnodynastes ornatus é uma espécie de anfíbio da família Limnodynastidae.
É endémica da Austrália.
Os seus habitats naturais são: savanas áridas, matagal árido tropical ou subtropical, campos de gramíneas subtropicais ou tropicais secos de baixa altitude, pântanos e marismas intermitentes de água doce.